# Sinobrody

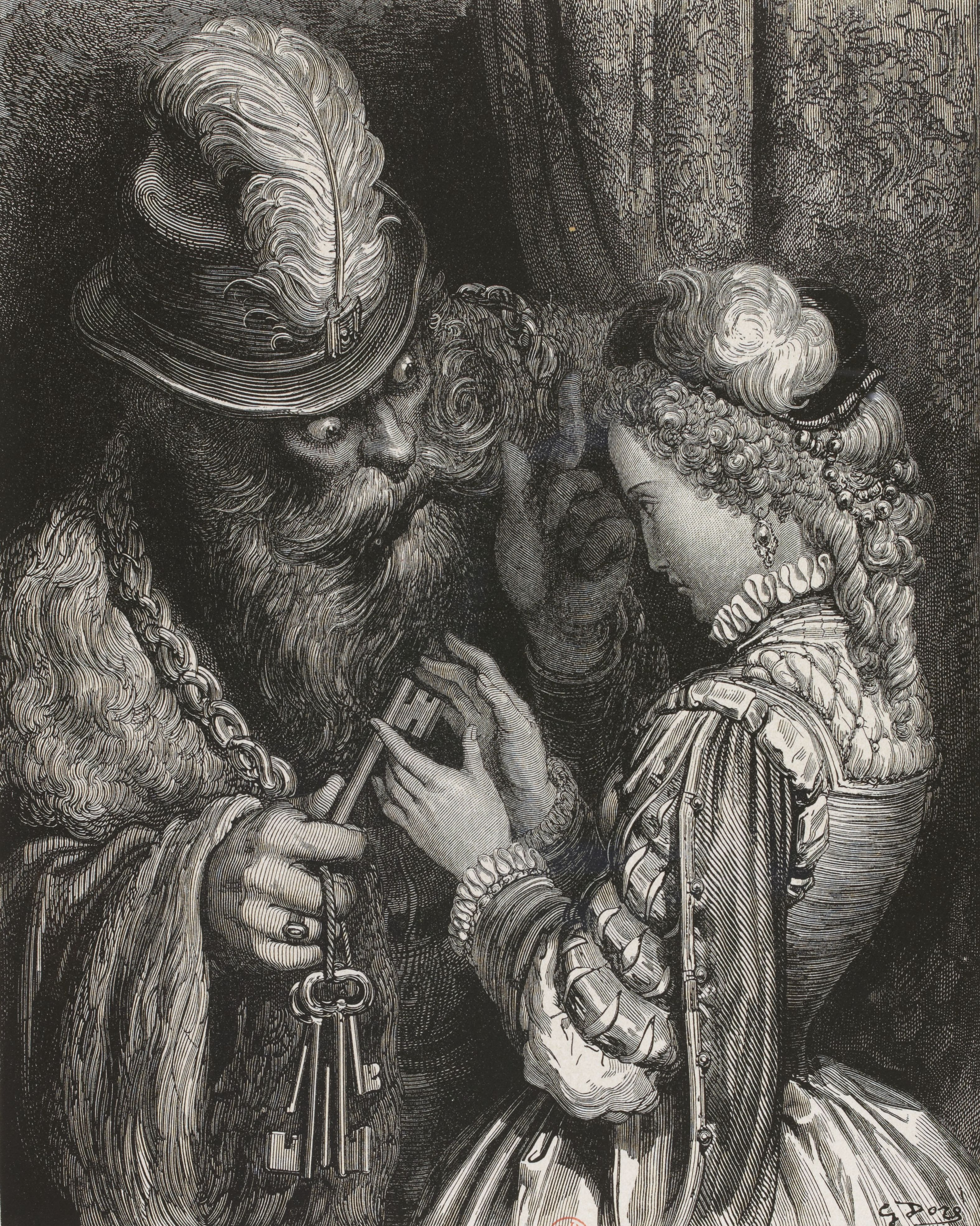
Ilustracja Gustave’a Doré

Sinobrody (fr. La Barbe bleue) – baśń wydana pierwotnie w zbiorze Histoires ou contes du temps passé z 1697 roku, przypisywana Charles’owi Perraultowi. Bohaterem tytułowym jest zbrodniarz, który w zamkniętej komnacie ukrywa zwłoki zamordowanych żon i ginie z rąk braci ostatniej z nich.
Podobna baśń pod tytułem Blaubart pojawiła się w pierwszym wydaniu baśni braci Grimm z 1812 roku. W późniejszych wydaniach została jednak pominięta ze względu na zbyt dużą zbieżność z baśnią francuską.
Wątek "Sinobrodego" funkcjonował również w ustnej bajce ludowej. W międzynarodowej klasyfikacji nosi numer ATU 312.

## Treść
Sinobrody był zamożnym człowiekiem, który jednak budził niechęć otoczenia z powodu osobliwej barwy brody i plotek na temat losu jego poprzednich żon. Pewnego razu poprosił pewną szlachciankę o rękę jednej z córek. Początkowo żadna nie chciała za niego wyjść, ale młodsza zmieniła ostatecznie zdanie, widząc bogactwa Sinobrodego.
Miesiąc po ślubie Sinobrody wybrał się w podróż. Przed wyjazdem powierzył żonie klucze do wszystkich komnat w domu i powiedział, że może wchodzić wszędzie oprócz jednego pokoju na parterze. Nie mogąc się oprzeć ciekawości, kobieta zajrzała do komnaty i w zakrzepłej krwi pokrywającej podłogę zobaczyła odbicie ciał zamordowanych żon Sinobrodego. Z przerażenia upuściła klucz, brudząc go niedającą się zmyć krwią.
Widząc plamę na kluczu, Sinobrody domyślił się, że żona złamała zakaz, i zapowiedział, że ją zabije. Próbując odwlec egzekucję, kobieta poprosiła o chwilę na modlitwę, po czym zawołała swoją siostrę Annę, pytając, czy nie widzi nadjeżdżających braci, którzy mieli ją tego dnia odwiedzić. Bracia zjawiają się w ostatniej chwili i zabijają Sinobrodego. Żona dziedziczy po nim majątek i wykorzystuje go, by zapewnić byt sobie i rodzeństwu.
Baśń Perraulta kończy się dwoma wierszowanymi morałami. Pierwszy zawiera krytykę ciekawości, drugi natomiast podaje w wątpliwość aktualność baśni, ponieważ współcześnie żaden mąż nie postąpiłby już tak jak Sinobrody.

## Nawiązania w kulturze
Bezpośrednio do baśni Perraulta nawiązuje opowiadanie Anatole’a France’a Sinobrody i jego siedem żon (według autentycznych źródeł), stylizowane na rozprawę historyczną. Przedstawiona w nim zostaje rzekomo prawdziwa historia Sinobrodego, różna od czarnej legendy, jaka narosła wokół tej postaci pod wpływem baśni.
Sinobrody jest także bohaterem opowiadania Angeli Carter pod tytułem Krwawa komnata (The Bloody Chamber). Autorka bawi się w nim konwencjami i oryginalną historią Perraulta, co prowadzi do zaskakujących spostrzeżeń dotyczących m.in. relacji między płciami.
Sinobrody jest bohaterem powieści słoweńskiego pisarza i reżysera Vinka Möderndorfera pod tytułem Miłości Sinobrodego (Ljubezni Sinjebradca). W utworze tym Sinobrody to racjonalista i materialista, który traktuje kobiety jak towar i zdobycz. Muszą być pojętne, wszystkie są z niższych warstw społecznych, samotne. On jest ich „wybawcą”, rozwiązuje ich problemy socjalne, wymagając w zamian, aby były do jego pełnej dyspozycji. Dopiero w areszcie uzmysławia sobie pustkę swojego życia.
Sinobrody pojawia się w komiksie Baśnie autorstwa Billa Willinghama (scenariusz). W tej historii Sinobrody jawi się jako najbogatszy spośród uciekinierów ze świata baśni. Jak sam twierdzi, zerwał ze zwyczajem mordowania swych żon. Postać również występuje w grze The Wolf Among Us opartej na twórczości Willinghama.
Jest też bohaterem opery Zamek Sinobrodego, a także operetki Rycerz Sinobrody.
Do baśni o Sinobrodym nawiązuje film Ernsta Lubitscha Ósma żona Sinobrodego.
Postać ta występuje także w książce autorstwa Christie Golden pt. Assassin’s Creed: Heresy (Assassin’s Creed: Herezja) jako postać walcząca u boku Joanny d’Arc.